# Reign of Terror
Reign of Terror – drugie demo deathmetalowego zespołu Death. Zostało wydane w 1984 roku. Płyta została wydana przez wytwórnię Independent Record Label. Całość trwa 15 minut i 46 sekund. Na krążku znalazło się 6 utworów.

## Lista utworów
1. "Corpse Grinder" – 2:55
2. "Summoned to Die" – 2:26
3. "Zombie" – 3:03
4. "Witch of Hell" – 2:44
5. "Reign of Terror" – 2:15
6. "Slaughterhouse" – 2:23

## Twórcy
- Chuck Schuldiner – wokal, gitara, gitara basowa
- Rick Rozz – gitara
- Kam Lee – perkusja